# Приходько Олексій Григорович
Олексі́й Григо́рович Прихо́дько — капітан II рангу Збройних сил України.

## З життєпису
Водолазний спеціаліст. 30 серпня 2014-го провів операцію з пошуку та евакуації військовиків, що вийшли з оточення поблизу населених пунктів Сонцеве та Тельманове Донецької області.

## Нагороди
За особисту мужність і героїзм, виявлені у захисті державного суверенітету та територіальної цілісності України, вірність військовій присязі під час російсько-української війни нагороджений
- орденом «За мужність» III ступеня (27.11.2014).
- орденом «За мужність» II ступеня (22.07.2016).
- Медаллю «За військову службу Україні»[1]